# Miltochrista coalescens
Miltochrista coalescens là một loài bướm đêm thuộc phân họ Arctiinae, họ Erebidae.